# Anna Jönsson Haag
Anna Margret Jönsson Haag (Anna Haag (fil)), ursprungligen Hansson, född 1 juni 1986 i Skinnskatteberg, är en svensk längdskidåkare. Mellan 2006 och 2016 tävlade hon för IFK Mora skidklubb. Från och med säsongen 2016–2017 tävlade hon för den egna klubben, Anna & Emil Sportklubb. År 2018 avslutade hon sin professionella karriär som skidåkare.

## Biografi
Haag växte upp i Orsa och gick på Mora skidgymnasium 2002–2006 innan hon flyttade till Östersund för att ägna sig åt skidåkning på heltid.

### Karriär
Hon fick sitt genombrott på internationell nivå säsongen 2007/2008 då hon slutade tolva i Tour de Ski 2007/2008. På Tour de Ski 2008/2009 kom hon på en sjundeplats. Den 21 november 2009 kom Haag på en tredjeplats i en världscuptävling i 10 km fristil. Den 20 december samma år slutade hon återigen trea i en världscuptävling, denna gång på 15 km klassiskt.
I sin OS-debut, 10 kilometer fri stil i Vancouver 2010, kom hon på fjärde plats. Fyra dagar senare tog hon sin första OS-medalj då hon gick i mål som tvåa i dubbeljakten, endast slagen av Marit Björgen. Hon tog senare ytterligare en silvermedalj tillsammans med Charlotte Kalla i damernas sprintstafett.
Anna Haag bildade tillsammans med Ida Ingemarsdotter, Britta Johansson Norgren och Charlotte Kalla det stafettlag som under VM 2011 i Holmenkollen tog silver på 4 × 5 km.
Under Tour de Ski 2010/2011 vann Anna Haag dubbeljaktstarten på 5+5 km.
Hon tog guld i stafett 4 x 5 kilometer vid Olympiska vinterspelen 2014 i Sotji tillsammans med Ida Ingemarsdotter, Charlotte Kalla och Emma Wikén. Hon tilldelades samma år Svenska Dagbladets guldmedalj liksom sina lagkamrater i stafetten.
I mars 2018 meddelade hon att hon avslutar sin professionella skidkarriär efter säsongen 2017–2018.
Den 16 december 2021 meddelade hon att hon åker Ski Classics 2022. Planen är att åka de fyra första tävlingarna.

### Andra aktiviteter och privatliv
Haag är gift med Emil Jönsson sedan 2018. Paret har tre barn tillsammans.
Våren 2021 publicerades hennes första bok Lev, njut, träna (Mondial förlag), skriven tillsammans med Emil Jönsson Haag. Våren 2022 kom parets andra bok Ut!.

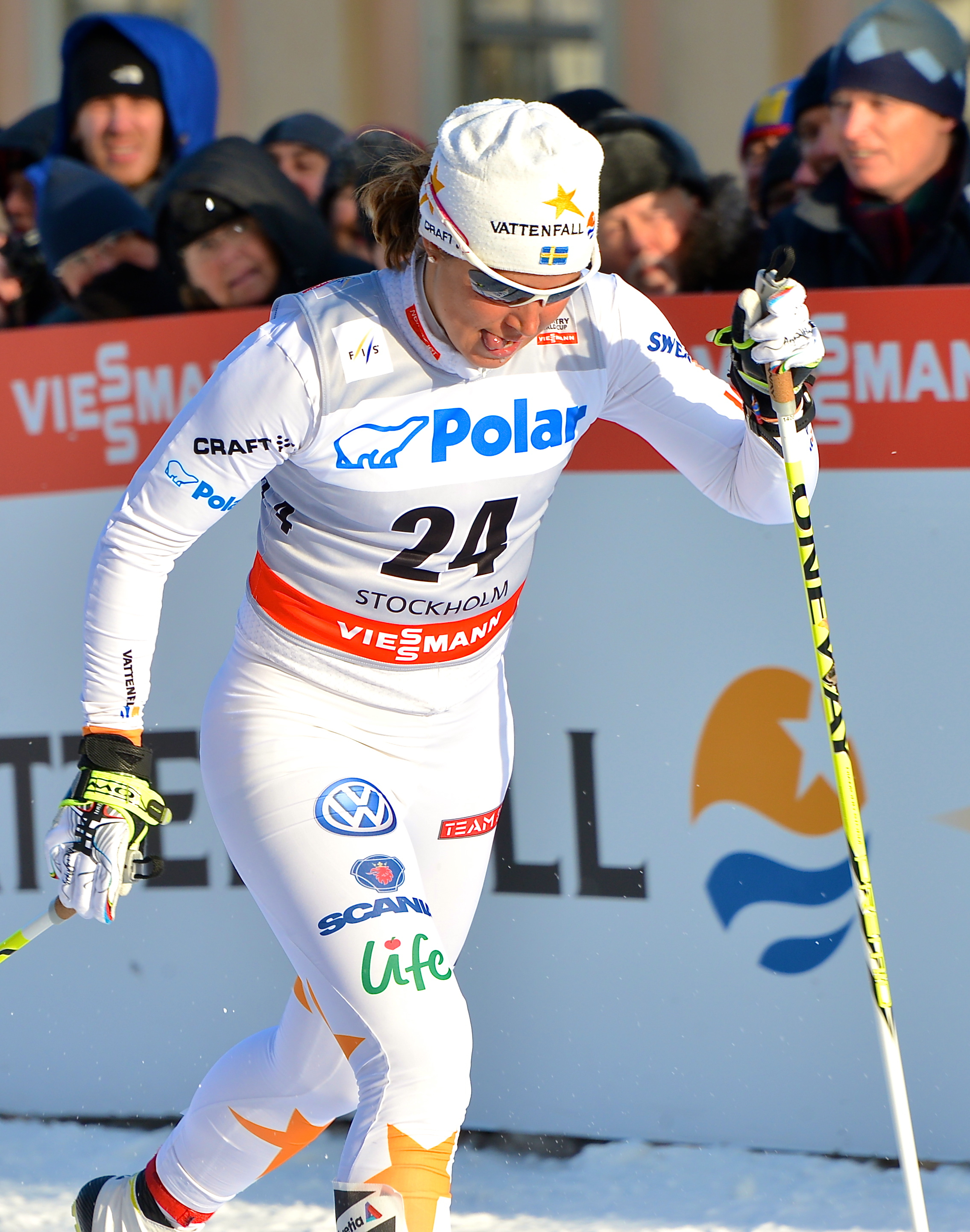
Anna Haag på Royal Palace Sprint i Stockholm den 20 mars 2013.